# Ceco pilórico
Peixes ósseos Actinopterygii, Teleostei, da ordem Characiformes são exclusivos de água doce e apresentam uma singularidade em seus hábitos alimentares. O grupo caracteriza-se por ser, em geral, predador e ictiófago. Seu aparelho digestivo apresenta algumas características diferentes de outros grupos de peixes de água doce. Uma delas é a presença de ceco pilórico. Essas estruturas são encontradas na porção anterior do intestino e apresentam formato digitiforme. Os cecos pilóricos são encontrados em peixes predadores. Alguns peixes herbívoros, no entanto, apresentam a estrutura de maneira reduzida.
A função dos cecos pilóricos é de auxiliar na digestão de lipídios e proteínas, contribuindo também para a absorção de aminoácidos, carboidratos, lipídios, água e íons. Podem ser utilizados também na reserva de alimentos. Essa estrutura então, é de suma importância para a digestão dos alimentos em peixes predadores. Os cecos pilóricos possuem estrutura e função diferentes dos cecos de aves de mamíferos, nos quais ocorre o processo de fermentação (apêndice vermiforme).
Referência Bibliográfica
FILHO, J. T. S., BRÁS, J. M., GOMIDE, A.T. M., OLIVEIRA, M. G. A., DONZELE, J. L., MENIN, E. 2000. Anatomia Funcional e Morfometria dos Intestinos e dos Cecos Pilóricos do Teleostei (Pisces) de Água Doce Brycon orbignyanus (Valenciennes, 1849). Rev. bras. zootec., 29(2):313-324.
ROTTA, M. A. Aspectos Gerais da Fisiologia e Estrutura do Sistema Digestivo dos Peixes Relacionados à Piscicultura. Corumbá: Embrapa Pantanal, 2003.
SILVA, N. B., GURGEL, H. C. B., SANTANA, M. D. 2005. Histologia do Sistema Digestório de Sagüiru, Steindachnerina notonota (MIRANDA RIBEIRO, 1937) (Pisces, Curimatidae), do Rio Ceará Mirim, Rio Grande do Norte, Brasil. B. Inst. Pesca, São Paulo, 31(1): 1 – 8.